# Ceratopogon vittiger
Ceratopogon vittiger är en tvåvingeart som först beskrevs av Zetterstedt 1850.  Ceratopogon vittiger ingår i släktet Ceratopogon och familjen svidknott.
Artens utbredningsområde är Sverige. Inga underarter finns listade i Catalogue of Life.